# Stärkephosphate
Stärkephosphate sind Derivate der Stärke, die zu den Stärkeestern gehören. Diese modifizierten Stärken zählen zu den Lebensmittelzusatzstoffen. Monostärkephosphat trägt dabei in der Europäischen Union die Kennzeichnung E 1410 und Distärkephosphat die Bezeichnung E 1412.

## Herstellung
Stärkephosphat wird durch Umsetzen von Stärke mit Mononatriumorthophosphat oder Dinatriumorthophosphat in einer polymeranalogen Reaktion hergestellt. Da bei dieser Reaktion nicht alle Hydroxygruppen reagieren, entstehen Gemische mit unterschiedlich hohem Substitutionsgrad. Auch der Substitutionsgrad der einzelnen Stärkebausteine innerhalb eines Polymers kann unterschiedlich hoch ausfallen.

## Eigenschaften

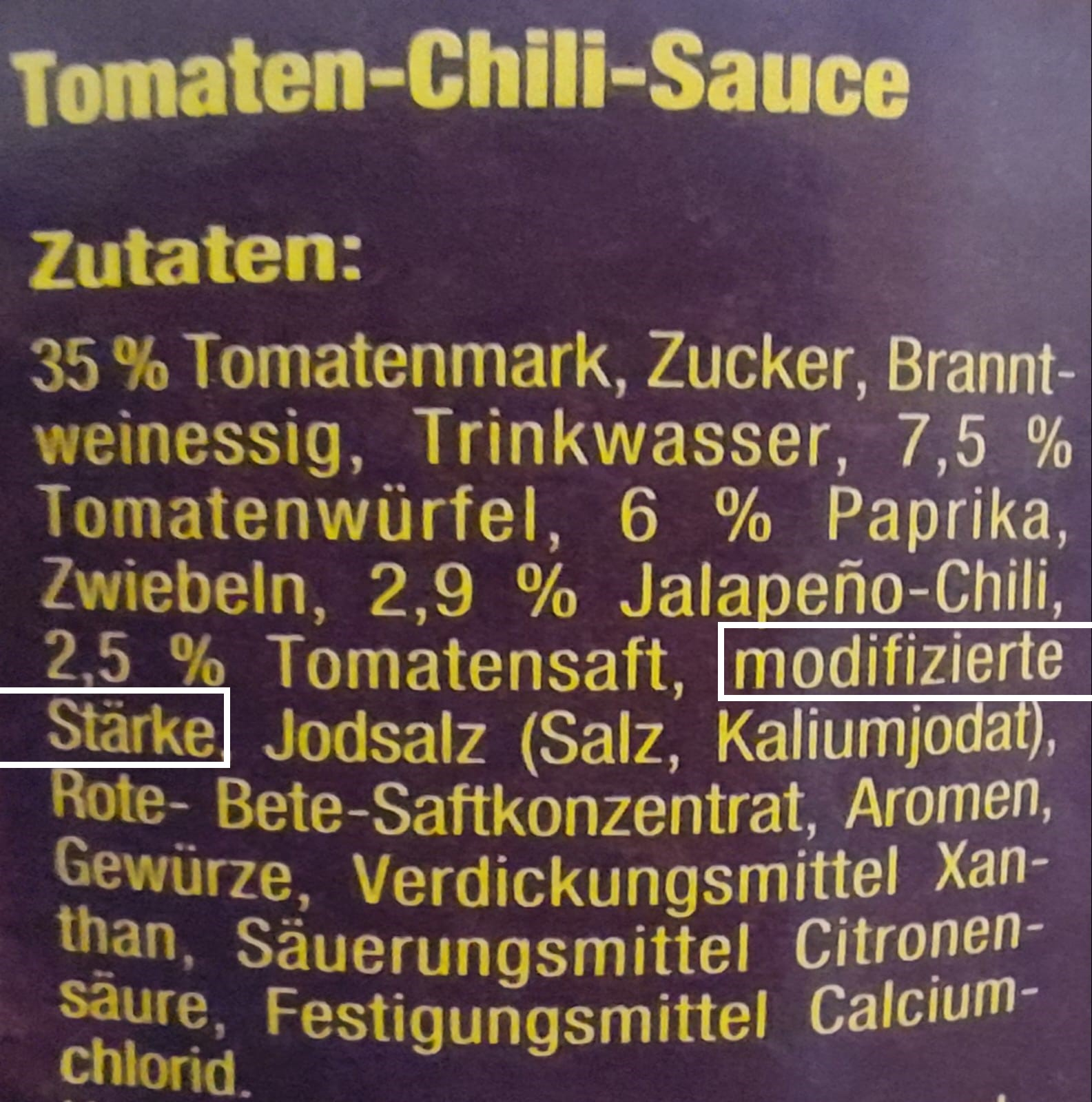
Allgemeine Inhaltsstoffangabe von modifizierter Stärke

Stärkephosphate binden Wasser erst bei hohen Temperaturen, bilden dann jedoch einen stabilen und klaren Kleister. Dieser Kleister hält mechanischer Belastung und Einwirkungen von Säuren und hohen Temperaturen stand. Es handelt sich hierbei um einen geschmacksneutralen Zusatzstoff.

## Verwendung
Stärkephosphate werden als Verdickungsmittel, Stabilisator und Trägerstoff eingesetzt.
Sie kommen vor allem bei der Produktion von Fertig- und Tiefkühlprodukten sowie bei der Herstellung von Backwaren, Backfüllungen und Desserts zum Einsatz. Auch bei der Zubereitung von Dressings und Saucen finden sie Anwendung. Dabei werden Stärkephosphate häufig nur als modifizierte oder chemisch modifizierte Stärke deklariert.

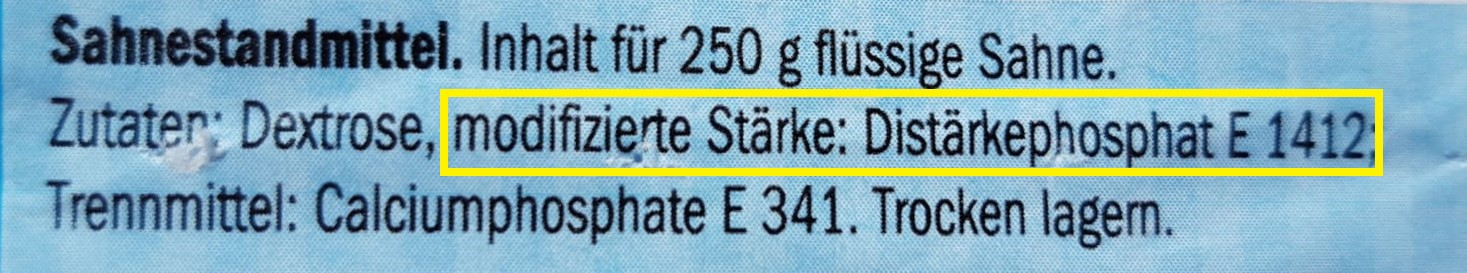
Präzise Inhaltsstoffangabe von E 1412

## Rechtliche Situation
In der Europäischen Union sind die zugelassenen Lebensmittelzusatzstoffe gemäß Anhang II der Verordnung (EG) Nr. 1333/2008 (Stand August 2021) sowie in der Schweiz, gemäß der Zusatzstoffverordnung (ZuV) (Stand: Juli 2020) aufgelistet. Die Verwendung von Mono- und Distärkephosphat ist weiterhin zugelassen.

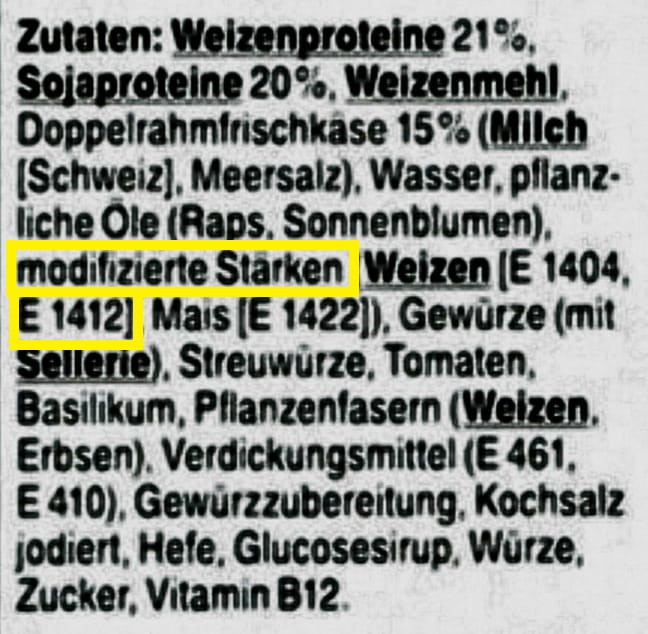
Präzise Inhaltsstoffangabe von E 1412

## Gesundheitliche Risiken
Es existiert keine Angabe für die erlaubte Tagesdosis, da Stärkephosphate für alle zur Verwendung von Zusatzstoffen vorgesehenen Lebensmittel zugelassen sind. In Säuglings- und Kleinkindnahrung gibt es jedoch eine Höchstmengenbeschränkung von höchstens 50 Gramm Monostärkephosphat pro Kilogramm Lebensmittel.